# Acer rectangulum
Acer rectangulum é uma espécie de árvore do gênero Acer, pertencente à família Aceraceae.